# إيفا جونسون
إيفا جونسون (بالإنجليزية: Eva Johnson)‏ هي كاتِبة وكاتبة مسرحية أسترالية، ولدت في 1946 في Daly River, Northern Territory ‏ في أستراليا.

## وصلات خارجية
- إيفا جونسون على موقع IMDb (الإنجليزية)